# Хајде да се волимо 2
Хајде да се волимо 2 - Још једном је југословенски филм из 1989. године, који је режирао Станко Црнобрња. Филм бележи рекордну гледаност у биоскопима широм тадашње Југославије од преко 1 200.000 гледалаца.

## Радња
Позната певачица Лепа Брена и њен ансамбл „Слатки грех” налазе се на радном одмору на једном јадранском острву, на коме се припрема такмичење ватрогасаца-аматера. Забуном, у штампи изађе конкурс у коме ансамбл тражи специјалног госта и да ће се аудиција одржати на острву. Лепа Брена и чланови њеног оркестра су на муци због ове аудиције: ватрогасци (из „Аудиције”) изводе своје вежбе и, наравно, запале острво. За све то време професори (из комедије „Шовинистичка фарса”) расправљају српско-хрватско питање…

## Улоге
| Глумац                   | Улога                 |
| ------------------------ | --------------------- |
| Лепа Брена               | Лепа Брена            |
| Драгомир Бојанић Гидра   | Драгиша               |
| Саша Петровић            | Чаки                  |
| Велимир Бата Живојиновић | доктор                |
| Предраг Ејдус            | професор Бернард Драх |
| Јосиф Татић              | професор Михаиловић   |
| Сенад Башић              | ватрогасац            |
| Мелита Бихали            | шефица кихуње         |
| Адмир Гламочак           | градоначелник         |
| Емир Хаџихафизбеговић    | конобар               |
| Нина Хладило             |                       |
| Татјана Кецојевић        |                       |
| Олга Крстић              |                       |
| Војислав Миленковић      |                       |
| Младен Нелевић           | командир              |
| Миленко Павлов           | пацијент              |
| Милован Тасић            |                       |
| Енвер Петровци           | Омер                  |
| Мелита Бихаљи            |                       |
| Зорица Атанасовски       |                       |